# Râle à ventre gris
Gymnocrex plumbeiventris
Espèce
Statut de conservation UICN

 LC  : Préoccupation mineure
Le Râle à ventre gris (Gymnocrex plumbeiventris) est une espèce d'oiseaux de la famille des Rallidae.

## Répartition
Cet oiseau est présent à travers les Moluques du Nord, les îles Aru, la Nouvelle-Guinée et en Nouvelle-Irlande.